# 9339 Kimnovak
9339 Kimnovak è un asteroide della fascia principale. Scoperto nel 1991, presenta un'orbita caratterizzata da un semiasse maggiore pari a 3,1682762 UA e da un'eccentricità di 0,1262699, inclinata di 0,85629° rispetto all'eclittica.